# Secció 28, 2A
Secció 28, 2A va ser un article de la Llei de Govern Local que des del 1988 va prohibir la «promoció de l'homosexualitat per l'ensenyament o per publicacions» a Anglaterra, País de Gal·les i Escòcia.
La llei va ser aprovada durant el tercer i darrer mandat de Margaret Thatcher. Era d'aplicació a totes les institucions (escoles, biblioteques, teatres…) que depenien o que rebien subvencions dels poders locals. La llei prohibitiva molt controvertida des de l'inici va arribar contra corrent a la fi de dues decades a les quals tot arreu Europa es va veure l'inici de l'abolició progressiva de lleis criminalitzadores o discriminatòries de les relacions entre persones del mateix sexe, per exemple als Països Baixos (1971), França (1982), Bèlgica (1985), Espanya (1986). Va ser la primera llei antigai al Regne Unit després de més d'un segle.
En un discurs al congrés del Partit Tory del 1987, Thatcher va citar en la seva diatriba com un dels exemples de la decadència del sistema d'ensenyament socialista el fet que:
| « | Joves, als quals s'hauria d'ensenyar els valors morals tradicionals ans al contrari aprenen que tenen el dret inalienable d'ésser gai.[…] Tots aquests joves estan enganyats i espoliats d'un arrencada sana a la vida, ho repeteixo, enganyats i espoliats! | » |

## La llei
La llei estipulà que s'ha d'afegir a la secció 28 sobre la prohibició de propaganda política de la Llei del Govern Local del 1986 el text seguint:
| « | 2A Prohibició de promoure l'homosexualitat per l'ensenyament o per publicacions: 1. Un poder local no pot intencionadament - promoure l'homosexualitat ni publicar material amb la intenció de promoure l'homosexualitat; - promoure a qualsevol escola la idea de l'acceptabilitat de l'homosexualitat com un simulacre de relació familiar. 2. Subsecció 1 no s'aplicarà a accions fetes amb la intenció de tractament de malalties o de prevenció de la seva dispersió. | » |

La llei no va crear cap nou delicte penal i mai no hi ha hagut una persecució civil, però nogensmenys va crear una gran inseguretat prop del cos educatiu i prop d'organitzacions de suport i d'autoajuda LGBT actives a les escoles. Moltes van suprimir la seva activitat en un moviment d'autocensura per por de fer una infracció a la secció 28 2A. Certes escoles van prohibir a tals organitzacions d'utilitzar els locals de l'escola per a reunir-se. El 1989, va prohibir-se, per exemple, l'execució de la darrera òpera de Benjamin Britten, Mort a Venècia a un festival escolar, per causa del seu contingut homosexual. Va observar-se una triplicació d'actes de violència homofòba als mesos després de l'aprovació de la llei. Poc després els locals de la redacció de la revista Capital Gay van ser incendiats.

## Abolició (2000 i 2003)
La llei va ser abolida a Escòcia el 21 de juny de 2000 i el 18 de novembre de 2003 a Anglaterra i Gal·les. El 2009, David Cameron, primer ministre i el primer líder tory que va prendre la paraula a una manifestació d'Orgull Gai al Regne Unit va excusar-se davant la comunitat: «Em sap greu per la secció 28. Vàrem equivocar-nos. Era un tema emocional. Espero que pugueu perdonar-nos.»